# 워크허브
워크허브는 제조업 온라인 플랫폼 사이트로 의뢰자와 작업자를 이어주는 아웃소싱 플랫폼이다.